# Debourg (métro de Lyon)
Debourg est une station de la ligne B du métro de Lyon, située avenue Jean-Jaurès au niveau du carrefour avec l'avenue Debourg, dans le quartier de Gerland dans le 7e arrondissement de Lyon, préfecture de la région Auvergne-Rhône-Alpes.
Elle est mise en service en 2000, lors de l'ouverture à l'exploitation du prolongement de la ligne B jusqu'au Stade de Gerland.

## Situation ferroviaire
La station Debourg est située sur la ligne B du métro de Lyon, entre les stations Stade de Gerland – Le LOU et Place Jean Jaurès.

## Histoire
La station Debourg est mise en service le 4 septembre 2000, lors de l'ouverture officielle de l'exploitation du prolongement la ligne B du métro de Lyon de la station Jean Macé à Stade de Gerland.
Elle est construite, comme la plupart du prolongement de la ligne, dans un chantier à ciel ouvert sous l'avenue Jean-Jaurès. Elle est édifiée suivant le plan général type de cette deuxième ligne, deux voies encadrées par deux quais latéraux mais dispose d'une décoration qui lui est propre comme chacune des stations ouvertes en 2000.
La décoration de la station a été réalisée en collaboration entre l'architecte Christian Drevet et l'artiste Bruno Yvonnet sur le thème « La forêt souterraine ». Cela se traduit dans l'architecture de la station par des piliers et des poutres métalliques dont l'agencement est censé rappeler un alignement d'arbres,.
La station est équipée dès l'origine d'ascenseurs pour les personnes à mobilité réduite et de portillon d'accès depuis le 10 janvier 2006. Il n'y a pas de personnel, des automates permettent l'achat et d'autres le compostage des billets.

## Service des voyageurs

### Accueil
La station compte quatre accès, deux par sens de part et d'autre de l'avenue Jean-Jaurès aux extrémités des quais, à l'ouest pour la direction de Charpennes - Charles Hernu et à l'est pour la direction Gare d'Oullins. Elle dispose dans chacun des accès de distributeur automatique de titres de transport et de valideurs couplés avec les portillons d'accès.

### Desserte
Debourg est desservie par toutes les circulations de la ligne.

### Intermodalité
Debourg est un pôle de correspondances entre plusieurs modes du réseau Transports en commun lyonnais (TCL). Les arrêts sont répartis à l'est de la station de métro, sur l'avenue Debourg, avec le terminus de les lignes de tramway T1 et T6 ainsi que les lignes de bus 34 et 64. La nuit, la ligne de bus Pleine Lune PL4 est de passage.
Outre les rues et places avoisinantes, elle permet de rejoindre à pied différents sites, notamment : l'École normale supérieure de Lyon et plus loin la halle Tony Garnier.

## Œuvre d'art
En sus de l'architecture de la station en elle-même, la collaboration entre Christian Drevet et Bruno Yvonnet a donné naissance, toujours sur le thème « La forêt souterraine », à la décoration des quais par 16 caissons rétroéclairés (8 par quai) contenant des photographies de paysages naturels sur Duratrans et d'autant de plaques de fontes gravées avec des textes évoquant entre autres la géologie, l’archéologie, l’histoire et des citations.